# Ben Starav
Ben Starav – szczyt w paśmie Glen Etive, w Grampianach Zachodnich. Leży w Szkocji, w na granicy regionów Highlands oraz Argyll and Bute. Jest to najwyższy szczyt pasma Glen Etive.